# Neopachylus incertus
Neopachylus incertus is een hooiwagen uit de familie Gonyleptidae.